# Jeroným Šlik
Jeroným II. Šlik (německy Hieronymus II. Schlick; 1494, Ostrov – 15. června 1551) byl český hrabě z ostrovské větve šlechtického rodu Šliků.

## Život a činnost
Narodil se jako syn Kašpara II. Šlika a Alžběty z Gutenštejna.
V roce 1533[zdroj⁠?!] vyměnil svá panství Vintířov, Radonice, Pětipsy a Budenice se svým bratrancem Albrechtem z loketské větve rodu za Loket. V roce 1546 se přidal na stranu vzbouřených stavů, za což byl v srpnu 1547 odsouzen ke ztrátě jáchymovských dolů a zástav v Loketském kraji. Ponechán mu byl Kynšperk nad Ohří, Šompach, Hartenberg a Kraslice.
Jeroným byl v letech 1524–1540 purkrabím v Chebu a v roce 1547 císařským komisařem na zemském sněmu při jednáních ohledně regulace mincovnictví. Od císaře získal povolení pro ražbu prvního jáchymovského tolaru. Z tohoto označení (německy Joachimsthal = Jáchymov, joachimsthaler = jáchymovský) se později vyvinul výraz „dolar“.